# Bwambarangwe
Bwambarangwe – miasto w Burundi, stolica dystryktu Bwambarangwe. W 2008 liczyło 14 518 mieszkańców.